# وی چون-هنگ
وی چون-هنگ (چینی: 魏均珩; پین‌یین: Wèi Jūnháng؛ زادهٔ ۶ ژوئیهٔ ۱۹۹۴) کماندار است.

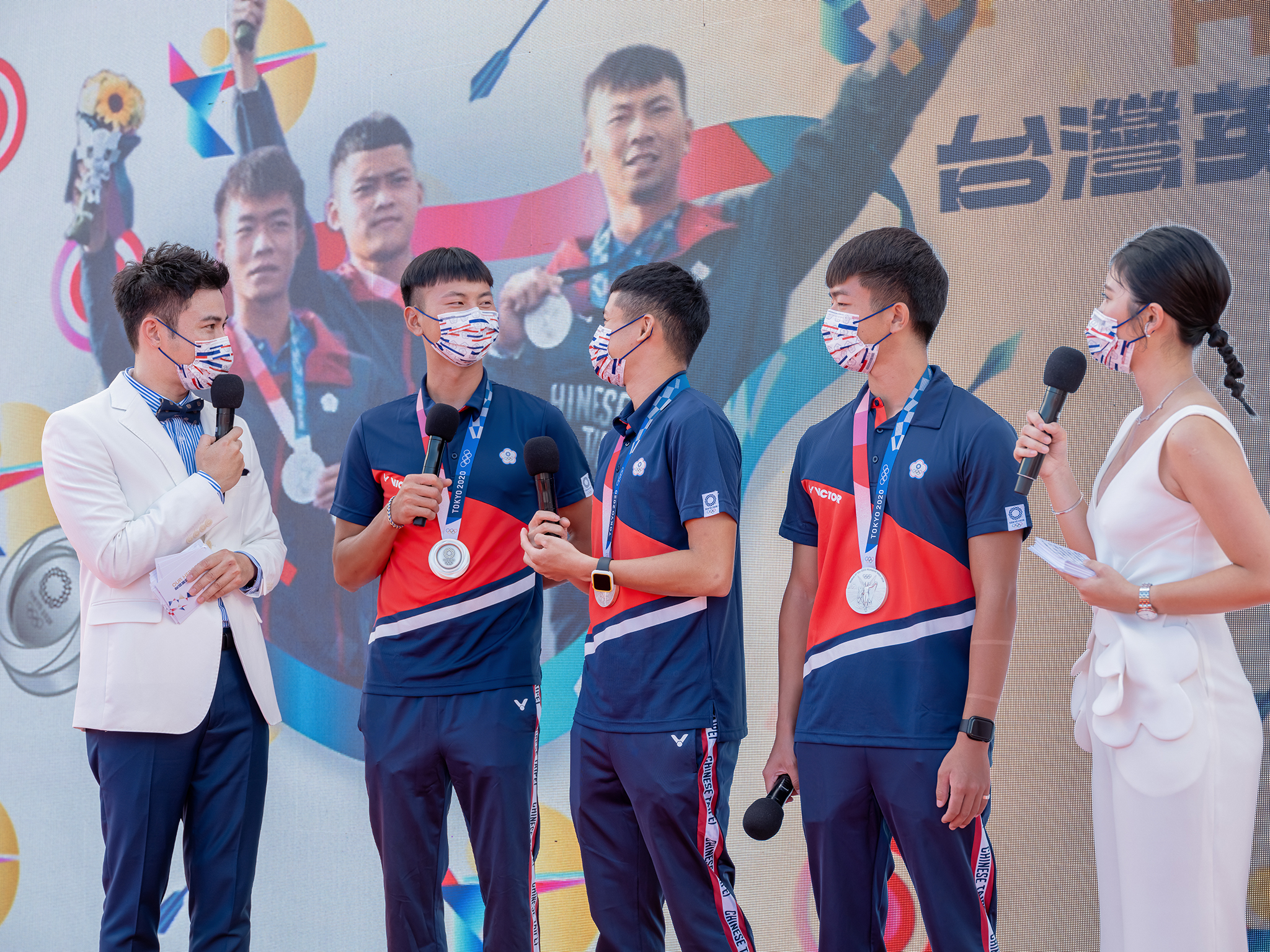
تصویری از وی چون هنگ

وی در مسابقات کشوری و بین‌المللی در مجموع برندهٔ ۱ مدال طلا، ۱ مدال نقره، ۱ مدال برنز شده‌است.